# İmralı
İmralı (en turco: İmralı Adası) es una pequeña isla turca situada en el sur del mar de Mármara, al oeste de la península de Armutlu, en la provincia de Bursa. Sirvió, desde 1999 hasta 2009, como una isla prisión de máxima seguridad para su único preso, Abdullah Öcalan, el líder del PKK, una guerrilla declarada organización terrorista por Turquía, Estados Unidos y la Unión Europea. En noviembre de 2009, varios prisioneros fueron trasladados a un edificio de la prisión de nueva construcción en la isla, donde Abdullah Ocalan también fue encarcelado.
La isla, que mide una longitud de 8 km en dirección norte-sur con un ancho de 3 km, tiene una superficie de 9,98 km². El pico más alto es Türk Tepesi ("Colina de los turcos") a una altitud de 217 m.

## Historia
Suele considerarse que Imrali era en la Antigüedad Bésbico o Bísbico, una colonia griega acerca de la que está atestiguada su pertenencia a la liga de Delos puesto que aparece en los registros de tributos a Atenas entre los años 434/3 y 418/7 a. C. y que es citada  por diversos autores antiguos como Estrabón, que la sitúa frente a la desembocadura del río Ríndaco, Plinio el Viejo, Amiano Marcelino y también en el Periplo de Pseudo-Escílax. Plinio el Viejo también la sitúa frente a la desembocadura del Ríndaco y le otorga un contorno de 18 000 pasos, que es superior a la superficie actual de Imrali.